# 拉拉·卡蒂嘉公主
拉拉·卡蒂嘉公主（阿拉伯语：خديجة بنت محمد السادس，2007年2月28日—）是摩洛哥國王穆罕默德六世和他的妻子拉拉·薩爾瑪王妃的女兒。其兄為摩洛哥王儲穆萊·哈桑。
為了紀念她的出生，國王特赦了數千名囚犯。

## 個人生活
四歲時，卡蒂嘉公主開始在拉巴特皇宮接受教育，她的第一堂課專門學習古蘭經、阿拉伯語和法語。
2018年9月17日，她與父親穆罕默德六世國王和哥哥穆萊·哈桑王儲一起參加了她作為王室成員的第一個正式活動：對國家教育改革進行評估的儀式。